# Liste der Monuments historiques in Certilleux
Die Liste der Monuments historiques in Certilleux führt die Monuments historiques in der französischen Gemeinde Certilleux auf.

## Liste der Objekte
| Bezeichnung                  | Beschreibung                                      | Standort                     | Kennzeichnung | Schutzstatus | Datum | Bild |
| ---------------------------- | ------------------------------------------------- | ---------------------------- | ------------- | ------------ | ----- | ---- |
| Skulptur Johannes der Täufer | Stein, farbig gefasst, Mitte des 15. Jahrhunderts | in der Kirche St-Paul (Lage) | PM88000101    | Classé       | 1965  |      |